# Zones humides et rivière de la haute vallée de la Drôme
Zones humides et rivière de la haute vallée de la Drôme este o arie protejată (sit de importanță comunitară — SCI) din Franța întinsă pe o suprafață de 198,6 ha, integral pe uscat.

## Localizare
Centrul sitului Zones humides et rivière de la haute vallée de la Drôme este situat la coordonatele 44°30′28″N 5°38′34″E / 44.5077°N 5.6427°E.

## Înființare
Situl Zones humides et rivière de la haute vallée de la Drôme a fost declarat arie specială de conservare în baza directivei 92/43 din 1992 referitoare la conservarea habitatelor naturale și a faunei și florei sălbatice pentru a proteja 7 specii de animale.

## Biodiversitate
Situată în ecoregiunea mediteraneană, aria protejată conține 11 habitate naturale: Râuri de munte și vegetația lor lemnoasă cu Salix elaeagnos, Mlaștini alcaline, Mlaștini calcaroase cu Cladium mariscus și specii de Caricion davallianae, Grohotișuri termofile și vest-mediteraneene, Păduri de fag din Europa Centrală dezvoltate pe sol calcaros cu Cephalanthero-Fagion, Păduri de stejar sau de stejar și carpen sub-atlantice și medio-europene de Carpinion betuli, Lacuri eutrofice naturale cu vegetație de tip Magnopotamion sau Hydrocharition, Pajiști cu Molinia pe soluri calcaroase, turboase sau argilos-nămoloase (Molinion caeruleae), Râuri de munte și vegetația lor lemnoasă cu Myricaria germanica, Pajiști uscate seminaturale și facies de acoperire cu tufișuri pe substraturi calcaroase (Festuco-Brometalia) (* situri importante pentru orhidee), Fânețe de joasă altitudine (Alopecurus pratensis, Sanguisorba officinalis).
La baza desemnării sitului se află mai multe specii protejate:
- mamifere (1): castor (Castor fiber)
- nevertebrate (4): Austropotamobius pallipes, fluturele auriu (Euphydryas aurinia), Phengaris teleius, Rosalia alpina
- pești (2): zglăvoacă (Cottus gobio), clean dungat (Telestes souffia)

Pe lângă speciile protejate, pe teritoriul sitului au mai fost identificate 13 specii de păsări, 1 specie de amfibieni, 2 specii de nevertebrate, 3 specii de reptile.